# فرانسوا هويت
فرانسوا هويت (بالفرنسية: François Heutte)‏، من مواليد 21 فبراير 1938، لاعب كرة قدم فرنسي سابق.
لعب مع منتخب فرنسا لكرة القدم بين عامي 1959 و1961، وشارك معهم في 9 مباريات وسجل 4 أهداف.

## روابط خارجية
- فرانسوا هويت على موقع الاتحاد الأوربي (الإنجليزية)
- فرانسوا هويت على موقع قاعدة بيانات كرة القدم.إي يو (الإنجليزية)
- فرانسوا هويت على موقع ناشيونال فوتبول تيمز (الإنجليزية)
- فرانسوا هويت على موقع عالم كرة القدم.نت (الإنجليزية)